# Hermann zu Solms-Laubach
Le comte Hermann Maximilian Carl Ludwig Friedrich zu Solms-Laubach est un botaniste allemand, né en 1842 à Laubach (Hesse) et mort en 1915 à Strasbourg.

## Biographie
Il étudie à Fribourg aux côtés de Heinrich Anton de Bary (1831-1888) et d'Alexander Karl Heinrich Braun (1805-1877) puis à Berlin en 1865. Il reçoit son habilitation à l’université de Halle en 1868. Il enseigne à l'université de Strasbourg de 1872 à 1879, puis à partir de 1888, ainsi qu’à Göttingen de 1879 à 1888 où il dirige également le jardin botanique.
Solms-Laubach s’intéresse à la morphologie et la systématique végétale ainsi qu’à la paléobotanique. Il voyage au Portugal en 1866 et à Java en 1883-1884.

## Hommages
Le comte zu Solms-Laubach est nommé en 1902 membre étranger de la Royal Society et reçoit en 1911 la médaille linnéenne de la Société linnéenne de Londres.
Deux genres lui sont dédiés:
- Solmsia (en) Baill. de la famille des Thymelaeaceae
- Solms-laubachia (en) Muschl. de la famille des Brassicaceae